# جناح البحث والتحليل الهندي

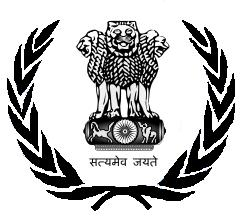
شعار جناح البحث والتحليل الهندي

جناح البحث والتحليل الهندي (ويرمز لها ب R&AW أو RAW) هي جهاز مخابرات خارجية هندية. تأسست عام 1968 أعقاب فشل جهاز المخابرات إبان الحرب الصينية الهندية و بعد الحرب الهندية الباكستانية عام 1965، والذي حذى بالحكومة الهندية إلى إنشاء وكالة إستخباراتية مستقلة ومتخصصة في جمع المعلومات الخارجية فقط. بعد أن كانت سابقا مهمة الإستخبارات المحلية والخارجية من ٱختصاص مكتب المخابرات الهندي الذي تأسس في عام 1887.
ويقع المقر الرئيسي لجناح البحث والتحليل الهندي على الطريق بين لودهي ونيودلهي.